# Mohammed Salem Al-Enazi
Mohammed Salem Marzouq Ghazi Al Sebaie Al Enazi (arab. ‏‏محمد سالم العنزي‎; ur. 22 listopada 1976 w Dosze) – katarski piłkarz. Grał na pozycji napastnika. Od 2004 posiada emirackie obywatelstwo. Były reprezentant Kataru i Zjednoczonych Emiratów Arabskich.

## Sukcesy

### Al-Nassr
- Azjatycki Puchar Zdobywców Pucharów: 1998
- Azjatycki Super Puchar: 1998

### Indywidualne
- Król strzelców Qatar Stars League: 1994/95 (9 goli), 1999/00 (14 goli)[2]
- Król strzelców UAE Arabian Gulf League: 2000/01 (22 gole), 2001/02 (22 gole)
- Król strzelców Pucharu Zatoki Perskiej: 1996 (4 gole)[3]